# 염위
염위(冉魏, 350년 ~ 352년)는 중국 오호십육국 시대 염민(冉閔)에 의해 건국된 나라이다. 국호는 원래 위(魏)이지만 같은 이름의 여러 나라와 구분하기 위해 황제의 성씨를 따 염위라고 부른다. 단명한 왕조이기 때문에 16국에 들지 못하였다.

## 역사
건국자 염민은 후조(後趙)의 무장으로 349년에 후조의 정권을 장악하였다. 350년 윤정월에 후조의 황제 석감(石鑒)을 폐위하고 염위를 건국하였다. 염위의 세력은 수도 업(鄴) 인근에 불과하였으며, 양국(襄國)에 수도를 둔 후조의 황제 석지(石祗)와 대립하여 치열하게 난전을 벌였다. 351년에 후조의 석지를 암살하여 후조를 멸망시키고, 뒤이어 352년에 양국을 함락하였으나 오랜 전쟁으로 국력은 약화되어 군대의 보급도 부족하였다. 이에 염민은 양국 인근에서 군량을 조달하였다. 이를 틈타 전연(前燕)이 염민을 공격하여 격파하고 체포하였다.
염민이 체포된 후 살해되자 태자 염지(冉智)가 업에서 농성하였다. 염지는 동진(東晉)의 구원군을 청하기 위해 전국새(傳國璽, 옥새)를 동진에 보냈으나 곧 부하의 배반으로 업이 함락되고 포로가 되었다. 이로써 염위는 멸망하였으며, 염지는 354년에 처형되었다.

## 역대황제일람
| 대수  | 묘호                             | 시호                                 | 성명       | 연호                     | 재위기간      |
| ----- | -------------------------------- | ------------------------------------ | ---------- | ------------------------ | ------------- |
| -     | -                                | 원황제 (元皇帝) (무도천왕 추숭)      | 염륭(冉隆) | -                        | -             |
| -     | 위 열조 (魏烈祖) (무도천왕 추숭) | 고황제 (高皇帝)                      | 염첨(冉瞻) | -                        | -             |
| 제1대 | -                                | 평황제 (平皇帝) (무도천왕<武悼天王>) | 염민(冉閔) | 영흥(永興) 350년 ~ 352년 | 350년 ~ 352년 |
| 제2대 | -                                | 말황제 (末皇帝)                      | 염지(冉智) | 영흥(永興) 352년         | 352년         |